# چینیلپا
حامی ژاپن یا چینیلپا (کره‌ای: 친일파) به معنای همدست کره‌ای امپراتوری ژاپن (کره‌ای: 일제 부역자; هانجا: 日帝附逆者; لاتین‌نویسی اصلاح‌شده: ilje buyeokja) اصطلاحی با بار تحقیرآمیز در زبان کره‌ای است که به کره‌ای‌هایی که در زمان اشغال این کشور توسط امپراتوری ژاپن با ژاپنی‌ها همکاری کردند گفته می‌شود.